# 프뤼데뤼크 부흐홀츠

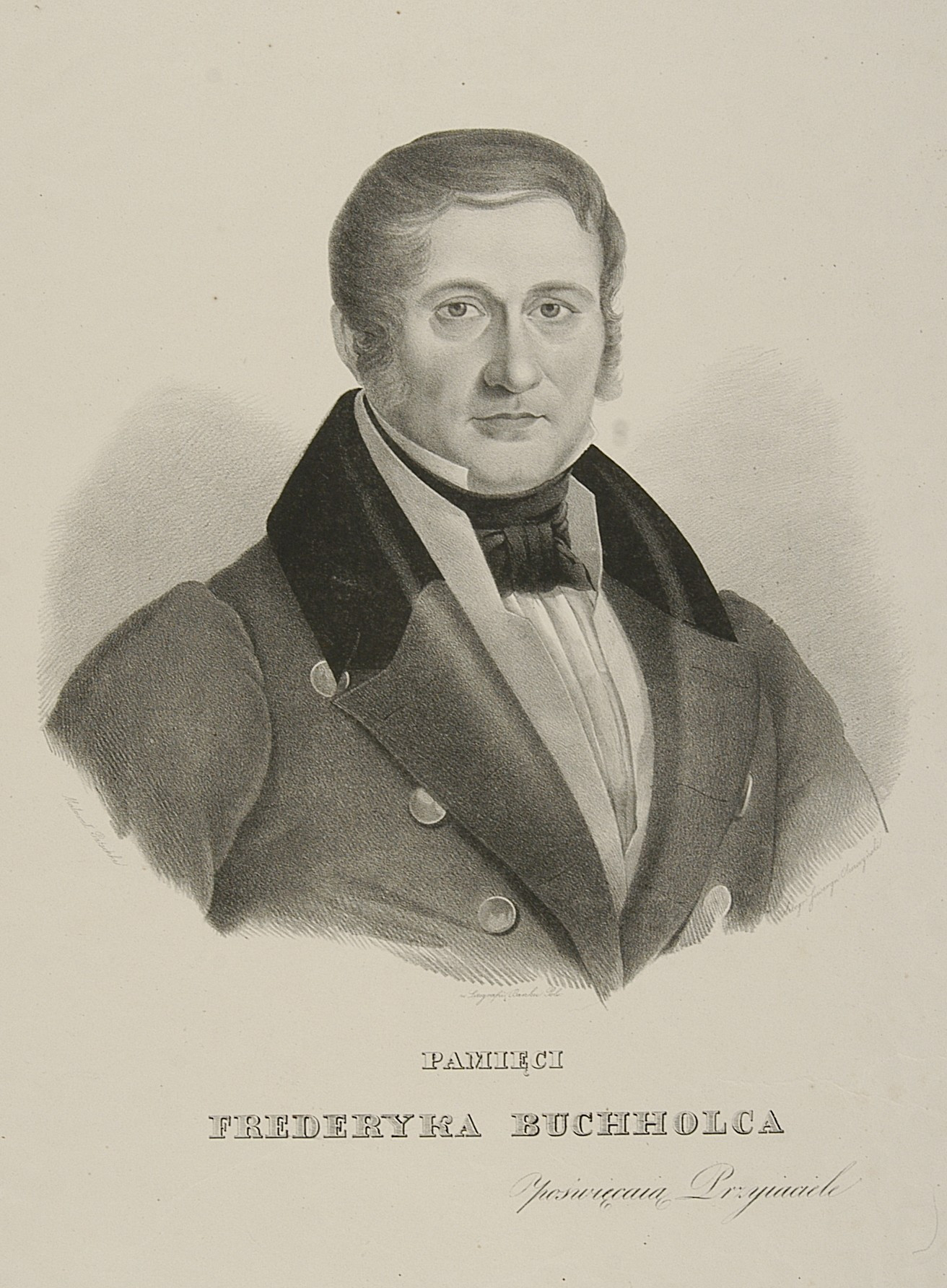

프뤼데뤼크 부흐홀츠(Fryderyk Buchholtz, 1792년 5월 16일 올슈티네크 (프로이센 호헨슈타인) – 1837년 5월 15일 바르샤바)는 피아노 및 오르간 제작자였다. 비엔나에서 피아노 제작을 공부 한 후 바르샤바에 와서 1815년 1352 Mazowiecka 거리에 피아노 공장을 세웠다. 그의 홈 아트 살롱과 공장 상점의 빈번한 손님은 부흐홀츠의 피아노를 구입한 쇼팽이었다. 쇼팽 연주를 들으러 두 명 이상의 손님이 올 때마다 회사는 부흐홀츠 워크샵으로 옮겨졌다. 1837년 부흐홀츠가 사망 한 후 공장은 아내가 운영하다가, 1841~46년에는 아들 줄리안이 운영했다.
부흐홀츠의 악기 중 몇 개만 오늘날까지 남아 있다. 2017년 쇼팽연구소는 제작할 부흐홀츠 그랜드 피아노의 사본을 의뢰했다. 해당 피아노는 2018년 9월 제 1 회 쇼팽 국제 마침표 악기 콩쿠르에서 사용되었다.